# Nadelwehr

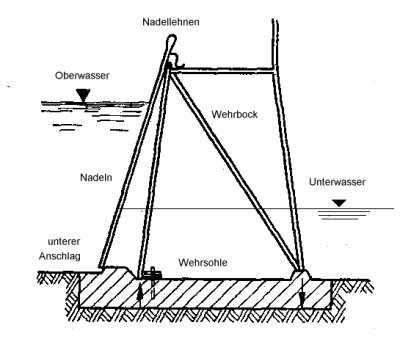
Schematische Zeichnung eines Nadelwehrs

Ein Nadelwehr ist eine Form eines Wehres und dient dazu, den Aufstau eines Fließgewässers zu schaffen, um entweder durch die entstehende Gefällestufe die potentielle Energie nutzbar zu machen (früher genutzt zum Antrieb von Mühlen) oder eine bestimmte Wassertiefe für die Schifffahrt oberhalb der Wehranlage zu erzeugen.

## Aufbau
Das Nadelwehr verläuft diagonal oder quer zur Flussachse und muss den Flusslauf, im Gegensatz zum festen, gemauerten Wehr, nicht vollständig absperren. Es besteht aus einer Reihe von Nadeln genannten Stangen, die auf dem Grund des Flusses durch einen Anschlag an der Wehrsohle und oberhalb der Wasserlinie an einem Laufsteg des Wehrbocks durch den Wasserdruck festgehalten werden. Die Nadeln können aus unterschiedlichen Materialien bestehen, früher fast immer aus Rundhölzern, seltener aus Kanthölzern, heute aus Stahl- oder Aluminiumrohren. Die Durchflussmenge wird durch Wegnehmen oder Hinzufügen von einzelnen Nadeln reguliert.
Ein Beispiel für ein heute noch genutztes Nadelwehr findet sich in Luzern, wo der Seespiegel des Vierwaldstättersees mit einem Nadelwehr reguliert wird. Das Wasser der Reuss wird dabei oberhalb der Spreuerbrücke in ein modernes Turbinenkraftwerk geleitet. In Deutschland gibt es nur noch knapp zehn erhaltene Nadelwehre, u. a. in der Unteren Havel bei Grütz und bei Garz, an der Kahnschleuse Gahlberg, in der Spree bei Neubrück, in der Ilmenau bei Bardowick, Fahrenholz und Wittorf sowie in der Werra bei Hann. Münden.
Ein didaktisch besonders gut erlebbares Freiluft-Ausstellungsstück eines historischen Nadelwehrs aus dem späten 19. Jahrhundert befindet sich seit 1992 am Südufer der Fulda bei dem südniedersächsischen Dorf Bonaforth.

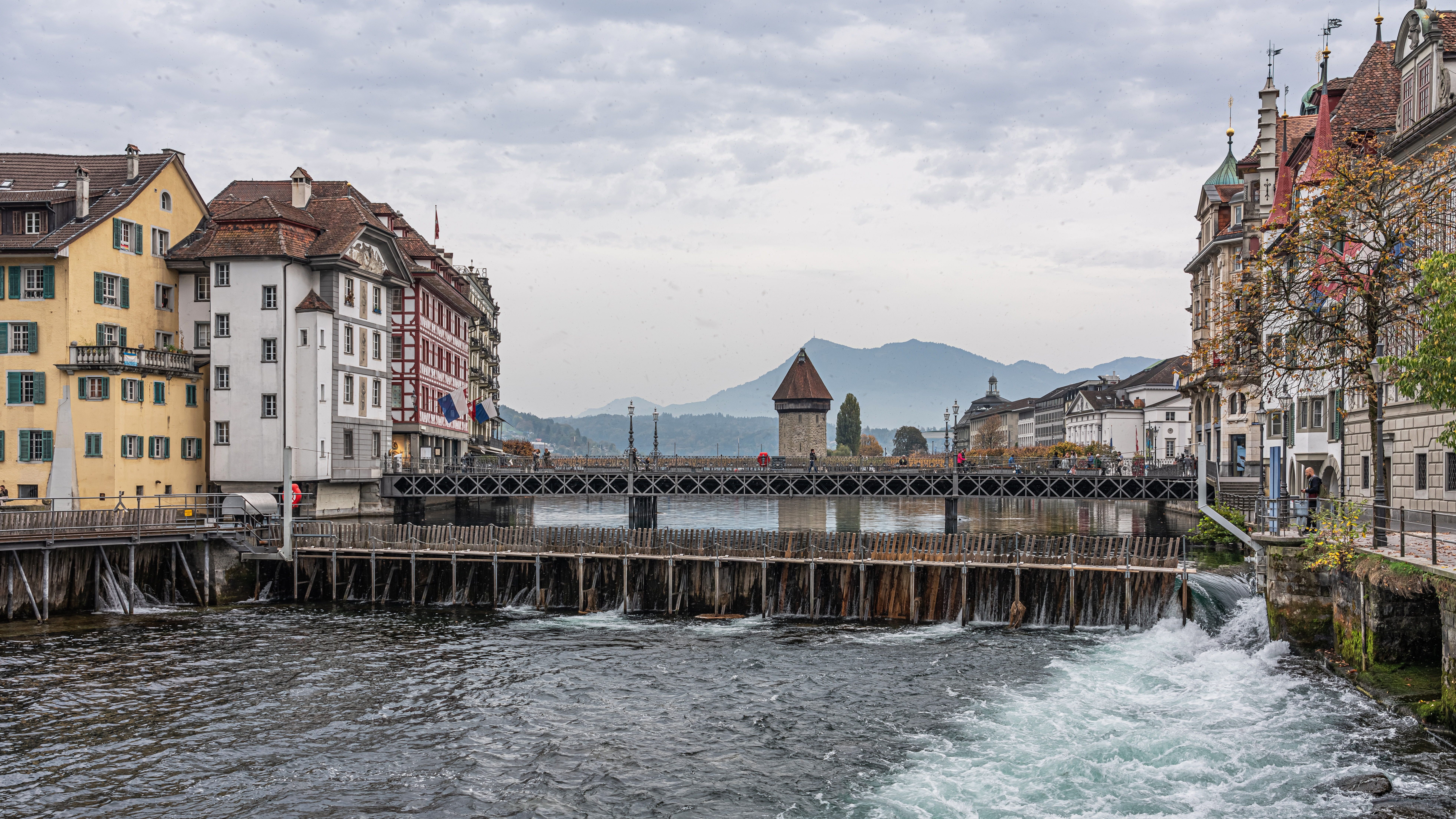
Historisches Nadelwehr in Luzern
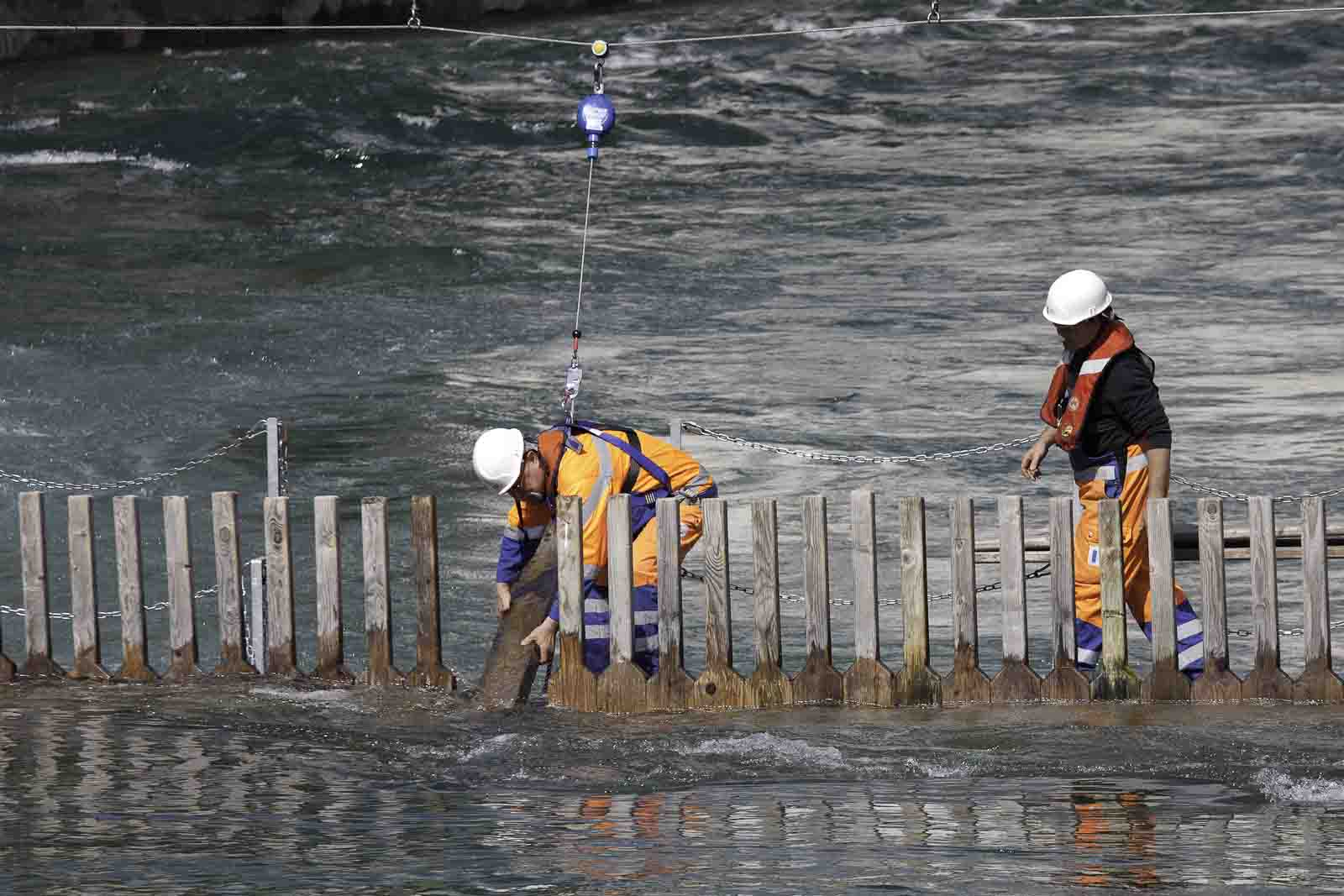
Verschließen des Nadelwehrs in Luzern
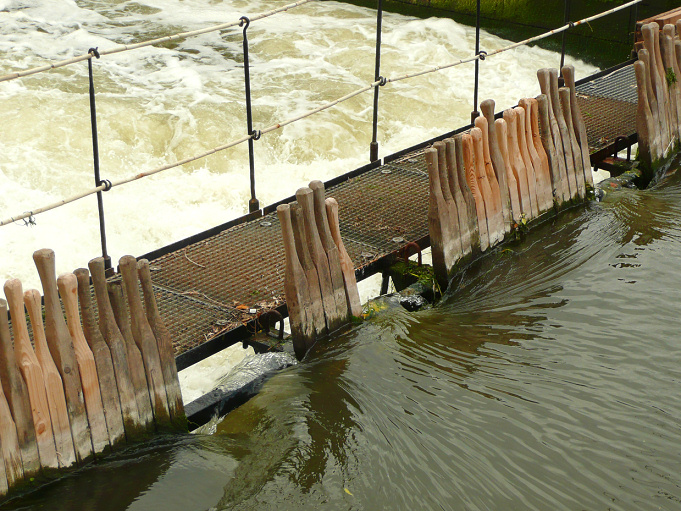
Nadelwehr an der Werra in Hann. Münden
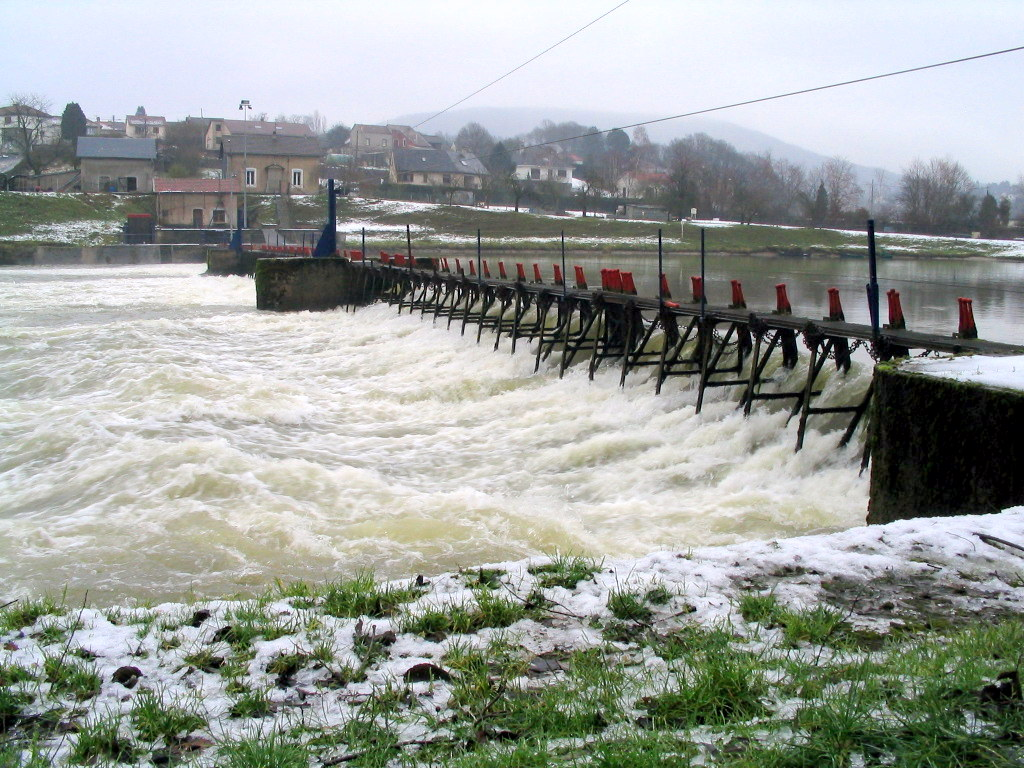
Nadelwehr in der Maas bei Revin
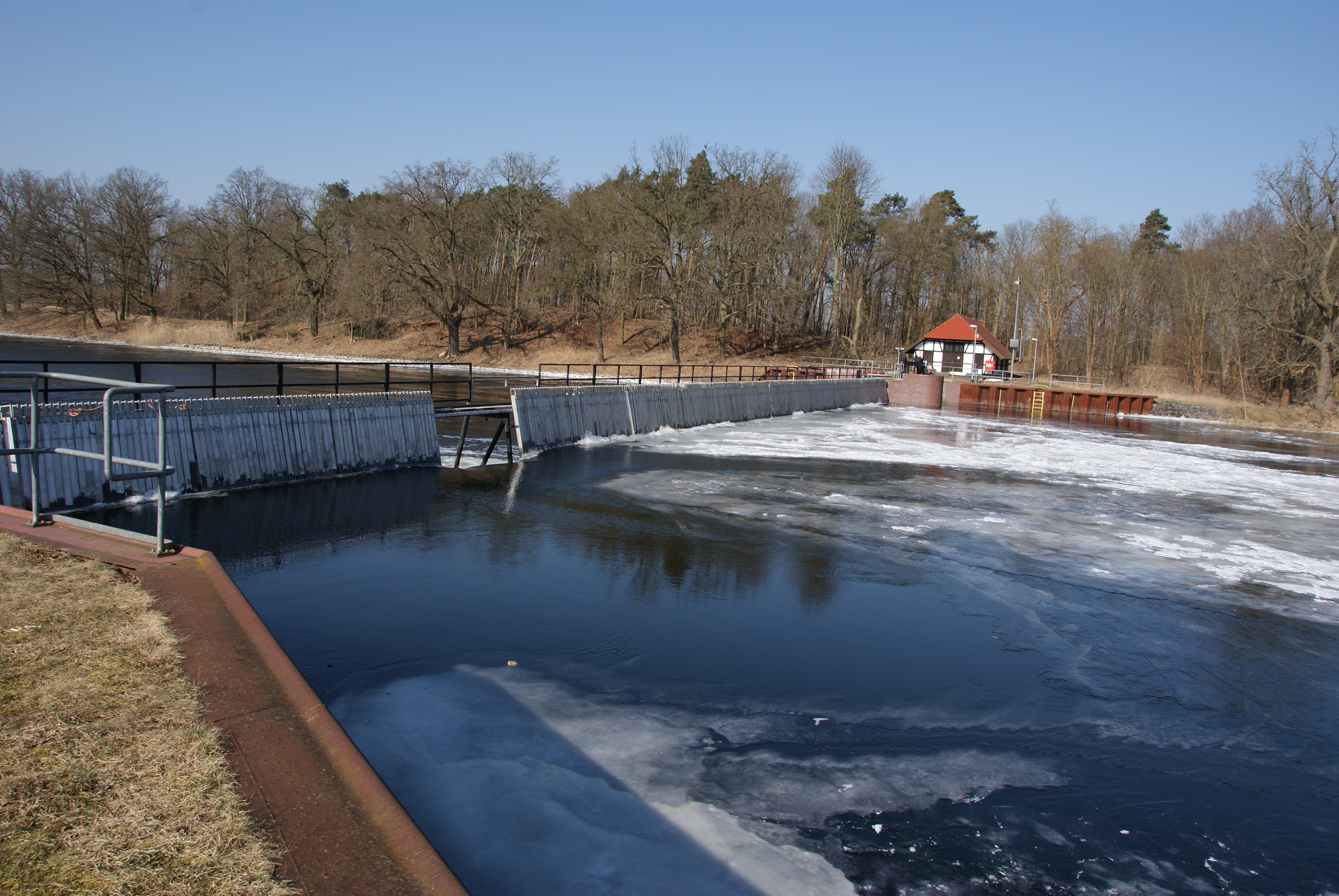
Nadelwehr in der Havel bei Grütz
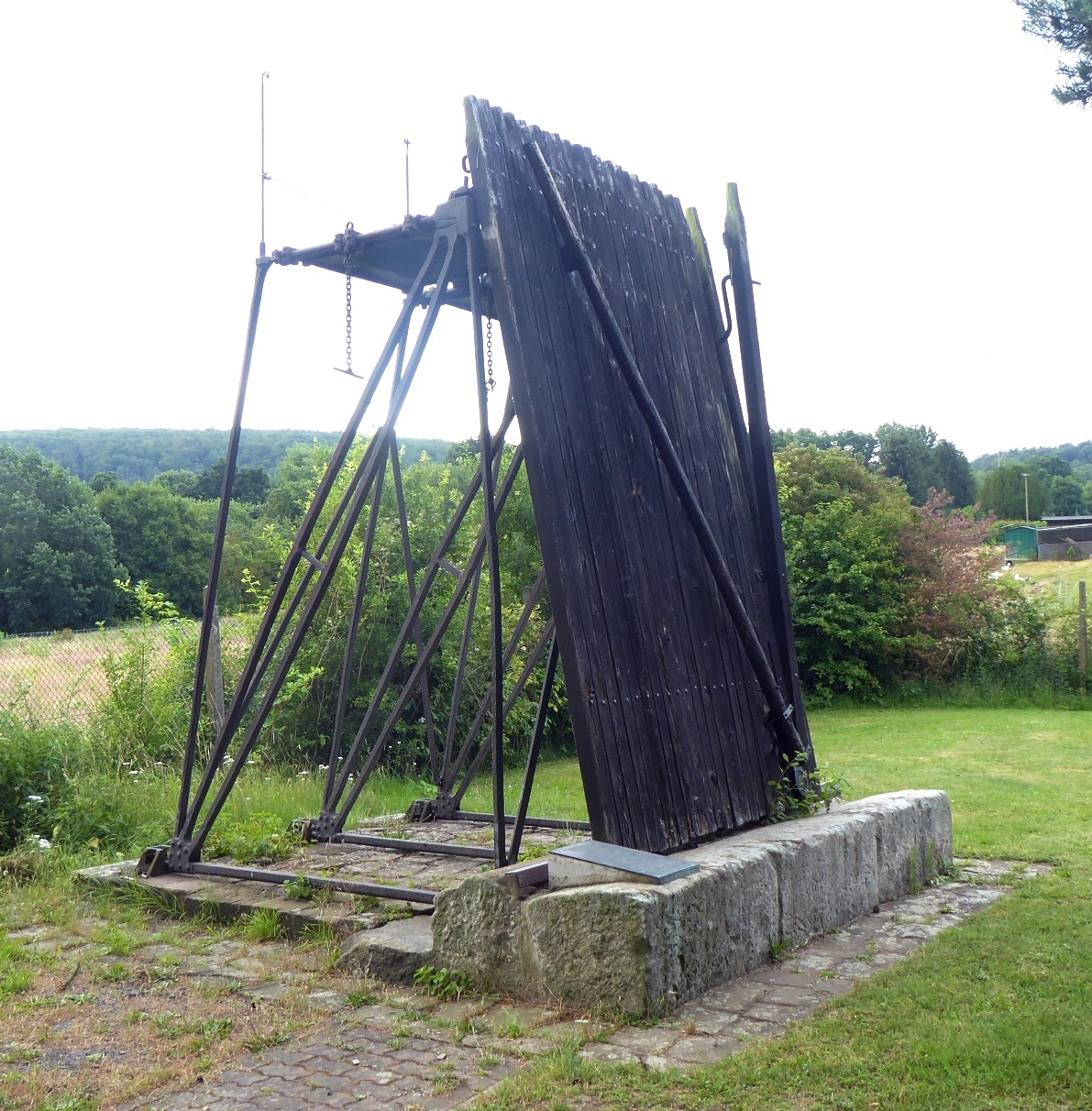
Freiluft-Ausstellungsstück des ehemaligen Fulda-Nadelwehrs von 1895 bei Bonaforth
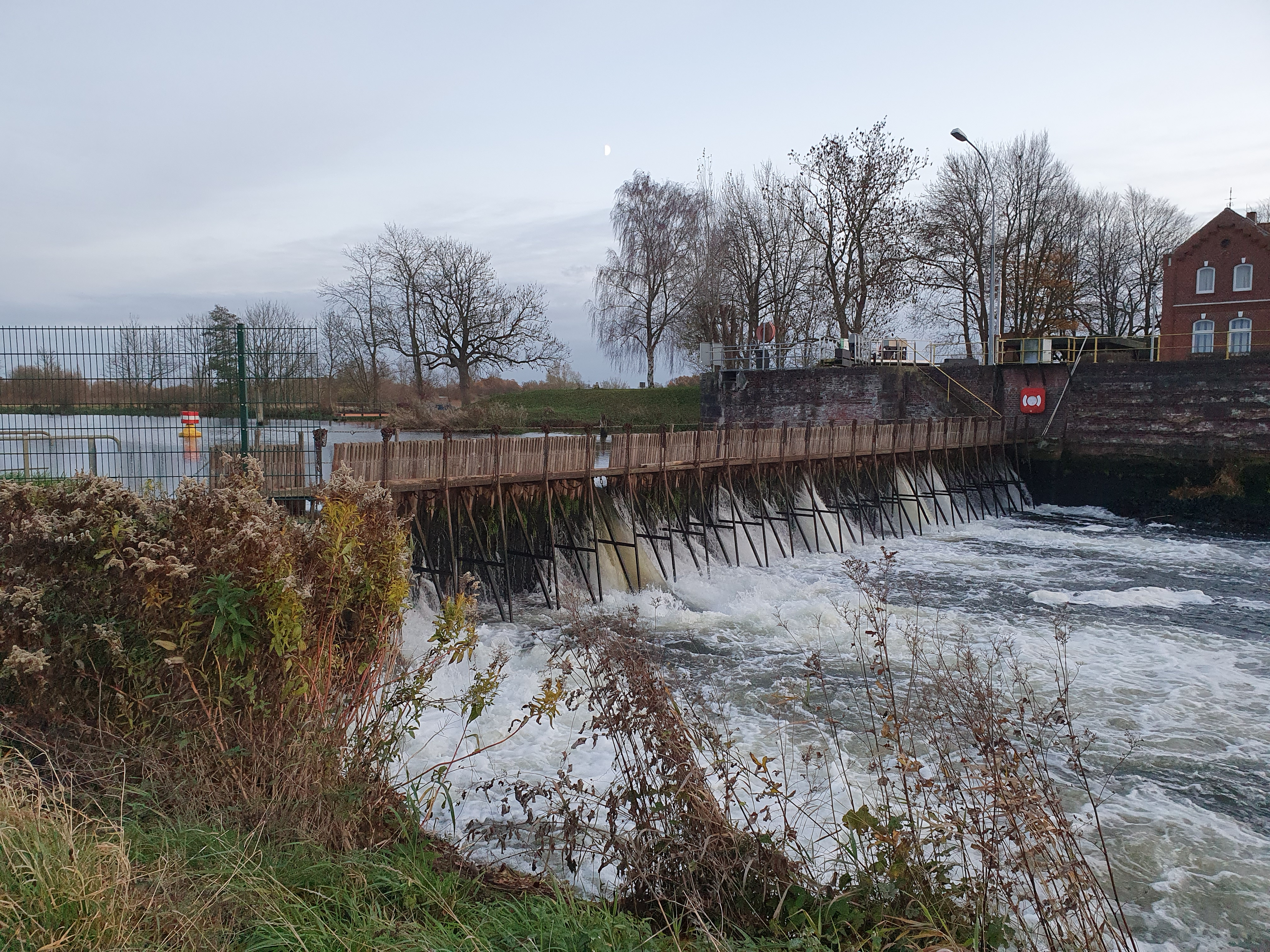
Ilmenau Nadelwehr & Schleuse Fahrenholz Baujahr 1892–93
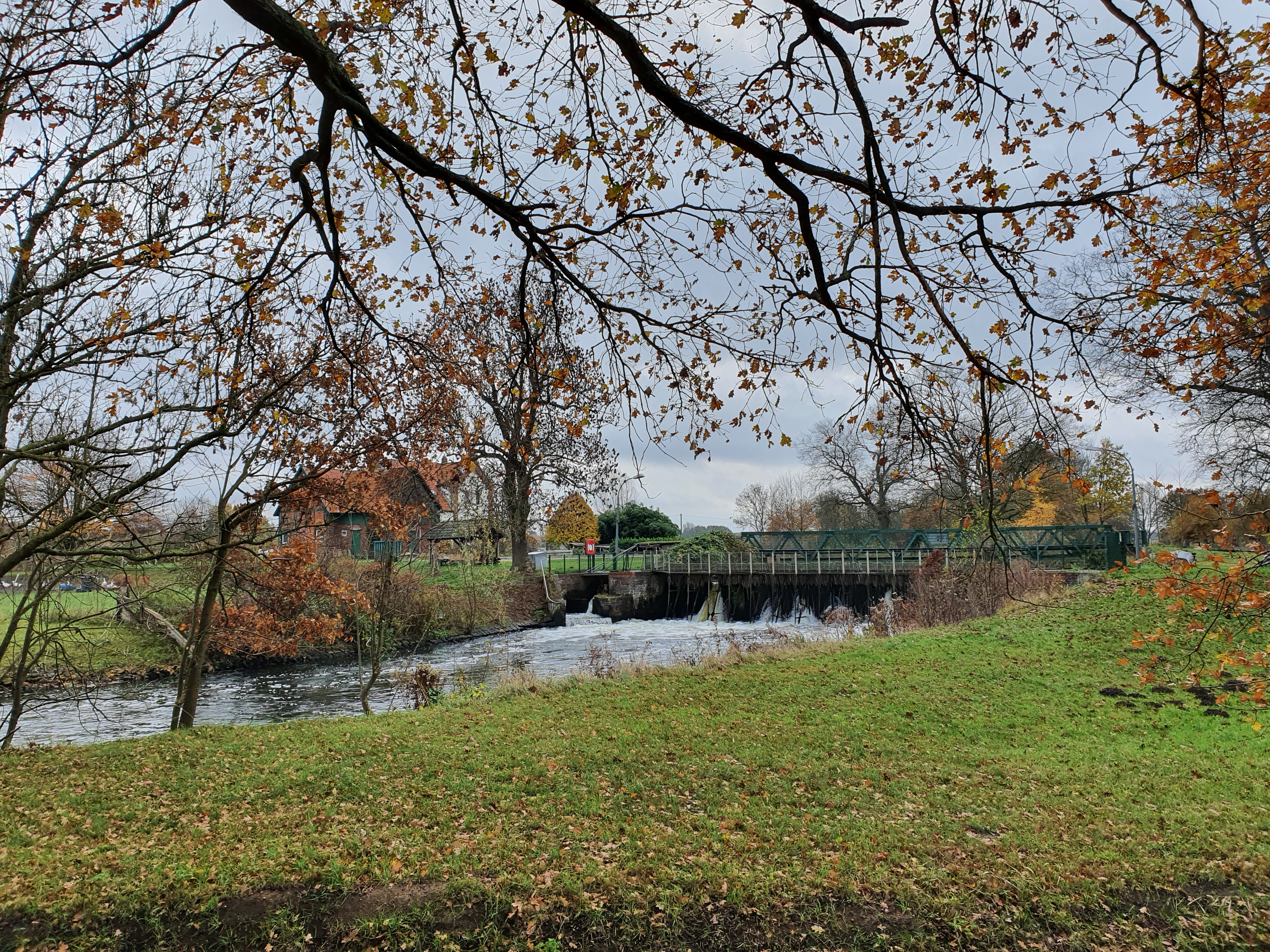
Ilmenau Nadelwehr & Schleuse Wittorf 1892–93